# Graphomoa
Graphomoa Chamberlin, 1924 è un genere di ragni appartenente alla famiglia Linyphiidae.

## Distribuzione
L'unica specie oggi nota di questo genere è stata rinvenuta negli Stati Uniti.

## Tassonomia
Dal 1946 non sono stati esaminati esemplari di questo genere.
A giugno 2012, si compone di una specie:
- Graphomoa theridioides Chamberlin, 1924[3] — USA

### Sinonimi
- Graphomoa sexsetosa (Barrows, 1940); trasferita dal genere Theridion Walckenaer, 1805, è stata riconosciuta in sinonimia con G. theridioides Chamberlin, 1924 a seguito di un lavoro di Gertsch, in Archer, 1946[1].